# Lars Andersson (político)
Lars Andersson (nascido em 1964) é um político sueco e parlamentar do Riksdag pelo Partido Democrata da Suécia.
Andersson formou-se em administração de empresas pela Oklahoma State University em 1984. Ele então morou e trabalhou nos Estados Unidos para uma empresa de exportação antes de regressar à Suécia em 2009 para trabalhar para uma empresa de TI. Andersson foi eleito para o Riksdag em 2018 pelo eleitorado do condado de Skåne e assume o assento n.º 154 no parlamento. Ele actua no Comité de Indústria e Finanças.